# My Hero Academia
My Hero Academia (僕のヒーローアカデミア, Boku no Hīrō Akademia, lit. La meva acadèmia d'herois) és una sèrie japonesa de manga de superherois escrita i dibuixada per Kōhei Horikoshi. Es publica a la revista Shūkan Shōnen Jump des del juliol del 2014, i se n'han editat 37 volums tankōbon. Explica la història de l'Izuku Midoriya (Deku), un noi que ha nascut sense superpoders en un món en què aquests han esdevingut una cosa quotidiana; ell, però, té el somni de convertir-se en superheroi. El manga es va començar a publicar en català el 23 març del 2022.
La sèrie ha servit d'inspiració per a uns quants mangues derivats i s'ha adaptat en una sèrie de televisió d'anime produïda per l'estudi Bones. La primera temporada es va estrenar al Japó el 2016 i ja se n'han emès sis. També s'han publicat tres pel·lícules d'animació (emeses pel canal SX3) i se'n prepara una d'imatge real.
La crítica i el públic han valorat d'una manera extraordinàriament positiva tant el manga com l'anime, i són considerats uns dels millors de la dècada del 2010. Entre els premis guanyats, hi ha el Harvey al millor manga el 2019. Arreu del món hi havia més de 65 milions de còpies del manga en circulació el gener del 2022.

## Argument
El 80% de la població mundial ha desenvolupat uns superpoders anomenats dons. Per aquest motiu, han aparegut tant superherois com superdolents. L'Izuku Midoriya, però, és part del 20% de la població sense cap do. Tanmateix, el seu desig més gran és poder estudiar a l'Institut Yûei (també conegut amb les sigles U.A.) i convertir-se en un heroi com el seu ídol, All Might, que era el millor heroi del món i també el símbol de la pau. Un dia, llavors, coneix casualment l'All Might en persona, que li ofereix d'heretar els seus poders en veure la seva gran determinació tot i haver nascut sense do.

## Personatges principals
Izuku Midoriya (緑谷 出久, Midoriya Izuku)
Tot i que no posseeix cap do, somia en convertir-se en un heroi. Malgrat que és tímid, la seva determinació per salvar als altres és enorme. La seva trobada amb l'All Might li canvia el destí.
Katsuki Bakugō (爆豪 勝己, Bakugō Katsuki)
És segur de si mateix, ambiciós i fort, però també té un complex d'inferioritat. Per les seves habilitats en combat creu fermament que serà l'heroi número 1. Posseeix el do de fer explosions amb la nitroglicerina que secreten les glàndules sudorípares de les seves mans.
Ochako Uraraka (麗日 お茶子, Uraraka Ochako)
És una noia honesta i alegre. Tot el que toca ho deixa en gravetat zero. Utilitzar molt el seu do li provoca nàusees
Tenya Iida (飯田 天哉, Iida Ten'ya)
És un noi correcte, company de classe del Deku. Té el potencial de ser un heroi d'elit. Nascut en una família d'herois. Pot córrer a una gran velocitat gràcies a uns òrgans especials que té gràcies al seu do.
All Might (オールマイト, Ōru Maito)
És l'heroi més fort i popular del món. Ha fet grans proeses. És alegre i tan poderós que amb un cop de puny pot moure fins i tot els núvols.

## Contingut de l'obra

### Manga
Es publica a la revista Shūkan Shōnen Jump de l'editorial Shūeisha des del 7 de juliol del 2014. Shueisha n'ha aplegat els capítols en volums tankōbon, i a maig de 2022 se n'havien editat 37.
L'editorial Planeta Cómic va començar a publicar els volums traduïts al català el 23 març del 2022, sense una periodicitat fixa.

### VOMIC
El manga original fou adaptat a una dramatització denominada VOMIC, on s'hi barrejaven actors de veu i efectes de so amb imatges de l'obra. Es varen realitzar quatre episodis que relaten els esdeveniments del primer capítol del manga.

#### Publicació
1. 11 de gener del 2015.
2. 17 de gener del 2015.
3. 24 de gener del 2015.
4. 31 de gener del 2015.

#### Repartiment
| Personatge      | Seiyū Original                       |
| --------------- | ------------------------------------ |
| Izuku Midoriya  | Daiki Yamashita Yuna Taniguchi (nen) |
| Katsuki Bakugō  | Yūichirō Umehara                     |
| Shoto Todoroki  | Yuuki Kaji                           |
| Shinrinkamui    | Kōtarō Nishiyama                     |
| Mount Lady      | Yuki Minami                          |
| Mare de l'Izuku | Yuki Minami                          |

### Boku no Hero Academia Smash!
Hirofumi Neda és l'autor del manga spin-off Boku no Hero Academia Smash! (僕のヒーローアカデミアすまっしゅ!!) que, des del 2 de novembre del 2015, ha estat sent publicat en la revista Shōnen Jump de l'editorial Shūeisha.

### Anime
Una sèrie d'Anime està sent televisada. L'ha adaptada l'estudi BONES i consta de sis temporades.
Als Estats Units, la sèrie ha estat llicenciada per Funimation, i transmesa pel mateix. A més, és televisada per Animax Asia. L'empresa també s'encarrega de distribuir la sèrie a l'Amèrica Llatina. A França, l'anime és transmès a través del lloc web Anime Digital Network.

### Pel·lícules
La primera pel·lícula es va anunciar el desembre de 2017, una història original que està situada després de la temporada "Examens de final de curs". Es titulava My Hero Academia: Dos herois i es va estrenar en primícia a l'Anime Expo de Los Angeles el 5 de juliol de 2018 i al Japó es va estrenar el 5 d'agost del mateix any. Es va estrenar en català a través de TVC pel canal SX3 el 8 de desembre de 2022.
El 23 de març de 2019 es va anunciar que s'estava produint un segon film. El 7 de juliol, el compte oficial de Twitter de My Hero Academia va anunciar que el títol del segon llargmetratge seria My Hero Academia: El despertar dels herois i seria estrenada el 20 de desembre de 2019. Està situada després de l'arc argumental del manga "Meta Liberation Army". Durant el Manga Barcelona de 2022 es va anunciar que seria emesa durant el 2023 pel canal SX3 en català.
El 29 de novembre de 2020 es va anunciar una tercera pel·lícula basada en la sèrie. En emetre el primer episodi de la cinquena temporada es va anunciar que el títol seria My Hero Academia: Missió mundial d'herois i que s'estrenaria al Japó el 6 d'agost de 2021. Durant el Manga Barcelona de 2022 es va anunciar que seria emesa durant el 2023 pel canal SX3 en català.